# 真樹涼子
真樹 涼子（まき りょうこ、1989年2月28日 - ）は、日本のAV女優。DINO所属。

## 略歴・人物
2019年8月、マドンナの専属女優（専属は1本のみ）としてAVデビュー。
趣味はヨガ。

## 出演作品

### アダルトDVD
2019年
- 強烈な色気を放つ“エロかっこいい”人妻 真樹涼子 34歳 AVデビュー!!（8月7日、マドンナ）
- フェラチオが好きすぎて夫に内緒で応募してきた美人受付嬢の人妻涼子さん溜池デビュー!!（8月13日、溜池ゴロー）※「涼子」名義
- 120%リアルガチ軟派伝説 vol.77 in 甲府（10月18日、プレステージ）
- 争奪! 野球拳で息子たちがママ取りバトル!! 発情母のトロフィーマ○コに中出し!（11月21日、SODクリエイト）
- 美しすぎる神美脚CA(キャビンアテンダント)が『固定バイブ撮影会』に挑戦! ノーパン黒パンストま○こに挿入されたうねり上げるバイブで美脚ガクガク絶頂しっぱなし!（11月22日、DOC）
- マンズリ大好き巨乳淫語女部長（12月5日、グローリークエスト）
- 隣の部屋に住んでいる年上の綺麗なお姉さんがエロ過ぎる下着姿で真昼間から僕を誘惑してくるんです。（12月6日、DOC）
- 杜の都・仙台 in 素人ナンパ! 東北美人女子大生をガチ口説き!（12月12日、FIRST STAR）
- 「家の近くだし…」 巨乳妻の普段着はまさかのノーブラ!誘惑するように揺れるナマ乳に見とれていたら…（12月27日、DOC）

2020年
- この美貌で、超簡単に失神までイク人妻! 巨乳でドマゾなエロス【中出し・3度目の受精現場】（1月19日、ジェントルマン）

### イメージDVD
- ヴィーナス・テルメ（2020年1月30日、オルスタックソフト販売）

### 成人映画
- 小悪魔 美乳で誘う（2020年1月17日公開、オーピー映画） - 「玲子」役